# Дом архиепископа (Чернигов)
Дом архиепископа или Дом архиепископа, где во время Гражданской войны размещался Черниговский губернский комитет партии — памятник архитектуры национального значения и памятник истории местного значения в Чернигове. Сейчас в здании размещается Государственный архив Черниговской области.

## История
Постановлением Кабинета Министров УССР от 24.08.1963 № 970 присвоен статус памятник архитектуры национального значения с охранным № 821 под названием Дом архиепископа.
Решением исполкома Черниговского областного совета народных депутатов трудящихся от 31.05.1971 № 286 присвоен статус памятник истории местного значения с охранным № 55 под названием Дом архиепископа, где во время Гражданской войны размещался Черниговский губернский комитет партии. 
Приказом Департамента культуры и туризма, национальностей и религий Черниговской областной государственной администрации от 12.11.2015 № 254 для памятника истории используется название Дом архиепископа.
Памятник расположен на территории историко-архитектурного заповедника «Чернигов древний». На здании установлена информационная доска.

## Описание
Сооружен в 1780 году в стиле классицизма на территории черниговского Детинца. Входил в состав Борисоглебского монастыря. Изначально главный вход был с западной стороны — со стороны монастырского двора и Борисоглебского собора. Главный вход в виде пандуса вёл в парадный зал на втором этаже. Восточный фасад украшало своеобразное барокковое крыльцо со ступенями, которые плавными полукругами спускались со второго этажа в сад. После закрытия и в связи с планированием новой Гимназической площади, где должно было разместится губернское правление, дом был реконструирован и перепланирован.  
В период 1802—1804 годы  по проекту архитектора А. А. Карташевского дом был реконструирован и перепланирован. Пандус и галерея с западной стороны были разобраны, а главным фасадом стал восточный — на месте крыльца построен шестиколонный портик ионического ордена, увенчанный треугольным фронтоном. 
Каменный, 2-этажный, П-образный в плане дом. Главный фасад направлен на северо-восток, украшен шестиколонным портиком ионического ордена, увенчанным треугольным фронтоном.
В 1803 году дом архиепископа был передан губернскому присутствию. Также в здании размещались издательство и редакция газеты  «Черниговские губернские ведомости».
В 1919 году в доме размещался Черниговский губернский комитет партии. Установлена мемориальная доска губкомитету, ныне демонтирована. 
Дом был повреждён в период Великой Отечественной войны, впоследствии бомбардировок в 1941 году. В послевоенные годы в период 1945—1950 годы отстроен. Сейчас в здании размещается Государственный архив Черниговской области.
Мемориальные доски:
1. Черниговскому губернскому комитету КП(б)У — демонтирована — на доме, где находился (февраль—октябрь 1919).